# I May Destroy You
I May Destroy You (englisch für Ich darf/könnte dich zerstören) ist eine Drama-Miniserie über sexuelle Gewalt von und mit Michaela Coel. Die britisch-amerikanische Co-Produktion wurde am 7. Juni 2020 auf dem amerikanischen Sender HBO und am 8. Juni 2020 auf dem britischen Sender BBC One erstausgestrahlt. In Deutschland ist sie seit dem 19. Oktober 2020 bei Sky verfügbar.
Laut einer Zusammenstellung auf Metacritic gilt die Serie bei den meisten Kritikern als die beste des Jahres 2020. Sie wurde mehrfach als beste Miniserie sowie Coel für ihre Arbeit als beste Schauspielerin, Autorin oder Regisseurin nominiert und ausgezeichnet. Bei der Primetime-Emmy-Verleihung 2021 erhielt sie von sieben Nominierungen die Auszeichnung für das Beste Drehbuch einer Miniserie.

## Handlung
Die Autorin Arabella ist durch einen Text über sexuelle Selbstbestimmung junger Frauen zur Stimme ihrer Generation (Millennials) geworden und hat darauf einen Literaturagenten erhalten. Aus Problemen, ihr zweites Buch fertigzuschreiben, will sie eine Nacht am ersten Entwurf durcharbeiten, doch ein Freund bringt sie dazu, in einem Nachtclub auszugehen, wo sie mit K.-o.-Tropfen betäubt und vergewaltigt wird, was ihr selbst nach einem Filmriss erst spät danach bewusst wird. Sie geht zur Polizei und versucht ihr Erlebnis auf verschiedene Wege zu verarbeiten, unter anderem durch eine Selbsthilfegruppe. Indes hat sie ein weiteres Erlebnis sexuellen Missbrauchs durch Stealthing und auch ihr Freund Kwame wird Opfer einer Vergewaltigung.

## Episodenliste
| Nr. | Deutscher Titel                                  | Originaltitel                          | Erstausstrahlung US/UK                        | Deutschsprachige Erstveröffentlichung (D) |
| --- | ------------------------------------------------ | -------------------------------------- | --------------------------------------------- | ----------------------------------------- |
| 1 | Augen, Augen, Augen, Augen                       | Eyes, Eyes, Eyes, Eyes                 | 7. Juni 2020 (HBO) 8. Juni 2020 (BBC One)     | 19. Okt. 2020                             |
| Arabella kehrt aus Italien zurück und wird mit einer Deadline für ihr neues Buch konfrontiert. Wegen einer Schreibblockade geht sie stattdessen mit Freunden in eine Bar, wo sie sich betrinkt. Die Nacht endet für sie mit einem Filmriss, sie erinnert sich nur noch an das Bild eines fremden Mannes in der Toilette. |                                                  |                                        |                                               |                                           |
| 2 | Irgendjemand lügt                                | Someone Is Lying                       | 9. Juni 2020 (BBC One) 14. Juni 2020 (HBO)    | 19. Okt. 2020                             |
| Arabella versucht, mit der Hilfe von Simon zu rekonstruieren, was in der Nacht passiert ist, und begegnet dabei Simons Geliebte Alissa, die in der Nacht dabei war und ihr erzählt, dass sie glaubt, dass ihr Getränk mit K.-o.-Tropfen versetzt war. Schließlich meldet Arabella der Polizei, was passiert ist, aber spielt es dabei herunter, indem sie sagt, sie sei sich nicht sicher und das Bild des Mannes in ihrem Kopf sei keine Erinnerung. |                                                  |                                        |                                               |                                           |
| 3 | Vergiss das Meer nicht                           | Don't Forget the Sea                   | 15. Juni 2020 (BBC One) 22. Juni 2020 (HBO)   | 19. Okt. 2020                             |
| Drei Monate vorher: Arabellas Freundin Terry besucht sie in Italien. Sie lernen dort den Drogendealer Biagio kennen. Als sie in einem Club feiern gehen, gelingt es Terry, zwei einander scheinbar fremde Männer für einen Dreier abzuschleppen. Die betrunkene Arabella wird von Biagio nach Hause gebracht und will mit ihm Sex haben, während sie ihre Periode hat. |                                                  |                                        |                                               |                                           |
| 4 | Das hat Spaß gemacht                             | That Was Fun                           | 16. Juni 2020 (BBC One) 29. Juni 2020 (HBO)   | 19. Okt. 2020                             |
| Arabella spricht mit einer ihr vom Verlag bezahlten Therapeutin und trifft den Autorenkollegen Zain, der ihr helfen soll, ihren Entwurf fertigzustellen. Als sie Sex haben, entfernt er zwischendrin ohne ihr Wissen das Kondom (Stealthing), was er ihr danach sagt. Kwame arrangiert über Grindr für sich und einen Bekannten Damon ein Sexdate mit einem Dritten. In dessen Wohnung schaut Damon nur zu, wie Kwame den Dritten oral befriedigt, und geht dann. Als auch Kwame gehen will, drängt der Dritte ihn aufs Bett zurück und penetriert ihn gegen seinen Willen anal. |                                                  |                                        |                                               |                                           |
| 5 | Es ist einfach aufgetaucht                       | … It Just Came Up                      | 22. Juni 2020 (BBC One) 6. Juli 2020 (HBO)    | 19. Okt. 2020                             |
| Erst als Arabella am nächsten Morgen einen Podcast anhört, der Stealthing thematisiert, hinterfragt sie Zains Verhalten. Bei der Polizei wird sie benachrichtigt, dass bei den entnommenen Proben Sperma entdeckt wurde, und sie soll Biagio von dem Missbrauch erzählen, da seine DNA, weil sie mit ihm Sex hatte, zum Abgleich benötigt wird. Eine Polizistin nennt ihr Stealthing als Beispiel für eine andere Form von Vergewaltigung. Beim Verlag lernt sie die Chefin Susy Henny kennen und erzählt ihr, dass sie vergewaltigt wurde, um zu erklären, warum sie mit ihrem neuen Buch hinterherhinkt. Als sie Biagio erzählt, dass ihr Getränk mit Drogen K.o.-Tropfen versetzt wurde, macht er ihr Vorwürfe, warum sie das Getränk unbeaufsichtigt gelassen hat. Kwame meldet bei der Polizei, was ihm passiert ist, aber muss hören, dass es sinnlos wäre, eine DNA-Probe zu nehmen, da er mit dem Mann auch Sex hatte, zu dem er eingewilligt hatte. Bei einem Autorengipfel des Verlags, bei dem Arabella einen Auszug ihres Werks lesen soll, berichtet sie stattdessen in einer Rede, was Zain getan hat, und nennt ihn einen Vergewaltiger. Während er den Raum verlassen will, wird er von mehreren Handys gefilmt und von Terry konfrontiert. Ihr Video geht viral und Arabella wird als Heldin gefeiert, |                                                  |                                        |                                               |                                           |
| 6 | The Alliance                                     | The Alliance                           | 23. Juni 2020 (BBC One) 13. Juli 2020 (HBO)   | 19. Okt. 2020                             |
| Arabella geht zu einer Selbsthilfegruppe für von Missbrauch betroffenen Frauen, die von Theo, einer früheren Klassenkameradin geleitet wird. 2004: Theo hat mit ihrem Freund Ryan in der Schule Sex, wobei er davon Fotos macht. Als sie das ablehnt, gibt er ihr dafür Geld, Fotos machen zu dürfen. Auf der Toilette verletzt sie sich aber mit einem Messer selbst und behauptet dann im Unterricht, Ryan habe sie mit einem Messer bedroht und zum Sex gezwungen. Der Rektor ruft die Polizei und hält Ryan in seinem Büro fest. Durch die Fotos, die Ryan seinem Freund Marcus geschickt hat, können Arabella und Terry dem Rektor beweisen, dass Theos Geschichte nicht stimmt. Ryan darf gehen und Theo wird suspendiert. |                                                  |                                        |                                               |                                           |
| 7 | Happy Animals                                    | Happy Animals                          | 29. Juni 2020 (BBC One) 20. Juli 2020 (HBO)   | 19. Okt. 2020                             |
| Arabella beginnt einen Job beim veganen Lebensmittellieferdienst Happy Animals, wo auch Theo arbeitet, und wird als Influencerin für Werbevideos gefilmt. Zu Terrys Geburtstag gibt Arabella eine Party, zu der auch Theo erscheint, was Terry missfällt. Ihre Freunde erklären Arabella, dass sie mit den Werbevideos ausgenutzt werde. Kwame begegnet dort Jamal, der Interesse an ihm zeigt, aber als Arabella sie in ein Zimmer sperrt, ist Kwame überfordert, worauf er Terry schließlich offenbart, was ihm passiert ist. |                                                  |                                        |                                               |                                           |
| 8 | Der schmale Grat                                 | Line Spectrum Border                   | 30. Juni 2020 (BBC One) 27. Juli 2020 (HBO)   | 19. Okt. 2020                             |
| Neun Monate nach ihrer ersten Aussage erfährt Arabella von der Polizei, dass, weil die Proben von Biagio und dem einzigen Verdächtigen keine Übereinstimmung mit der gefundenen Spermaprobe ergeben haben, die Ermittlungen eingestellt werden. Um der Auseinandersetzung mit der neuen Situation zu entfliehen, fliegt sie nach Italien zu Biagio, der sie allerdings aussperrt, sodass sie die Nacht am Strand verbringt. Weil er das Gefühl hat, derzeit nicht mehr mit Männern schlafen zu können, will Kwame ausprobieren, mit einer Frau zu schlafen. Er trifft sich mit einer Freundin zu einem Date und geht danach zu ihr nach Hause, wo sie Sex haben. Als sie sich hinterher abfällig über Schwule äußert, offenbart er, dass er schwul ist, worauf sie ihn rauswirft. |                                                  |                                        |                                               |                                           |
| 9 | Social Media sind super, um in Kontakt zu treten | Social Media Is a Great Way to Connect | 5. Juli 2020 (BBC One) 3. August 2020 (HBO)   | 19. Okt. 2020                             |
| Arabella verbringt immer mehr Zeit damit, über die soziale Medien mit ihren Fans verbunden zu sein, ihre Geschichten zu hören und ihre Leben zu teilen. Auf einer Halloween-Party teilt Kwame mit Arabella und Terry, wie sein Date mit der Frau verlaufen ist und dass er sich unwohl gefühlt hat. Während Terry ihm wegen der homophoben Sprüche beisteht, kritisiert Arabella, dass er der Frau nicht vor dem Sex gesagt hatte, dass er schwul ist, und urteilt, dass er nicht das Opfer ist. Terry wirft daraufhin Arabella vor, dass es ebenso problematisch war, als sie auf Terrys Geburtstag Kwame mit Jamal in ein Zimmer sperrte. Auf Anraten ihrer Therapeutin löscht Arabella alle ihre Social-Media-Accounts und widmet sich den Habseligkeiten, die die Polizei zur Untersuchung mitgenommen und ihr nach der Ermittlung wiedergegeben hatte. |                                                  |                                        |                                               |                                           |
| 10 | Alles Gute                                       | The Cause the Cure                     | 6. Juli 2020 (BBC One) 10. August 2020 (HBO)  | 19. Okt. 2020                             |
| Am Geburtstag von Arabellas Mutter kommt ihr Vater zu spät und bringt durch eine Geschichte eine Kindheitserinnerung in Arabella wieder hoch, wie sie die Freundin ihrer Mutter als Geliebte ihres Vaters in dessen Haus ertappte. Schließlich erzählt Arabella ihrer Mutter, was ihr passiert ist. Terry hat ein Vorsprechen und Kwame verabredet über Grindr ein Treffen, doch der andere möchte keinen Sex und es kommt nur zu einer Umarmung. |                                                  |                                        |                                               |                                           |
| 11 | Möchten Sie das Geschlecht wissen?               | Would You Like the Sex?                | 12. Juli 2020 (BBC One) 17. August 2020 (HBO) | 19. Okt. 2020                             |
| Terry beginnt, einen Transmann zu daten. Nach einem Gespräch mit Susy Henny, bei dem Arabella keinen Fortschritt an ihrem Buch vorweisen kann, beendet der Verlag die Zusammenarbeit und Arabella muss Rückzahlungen leisten. Sie will sich mit der Autorin eines neuen Buchs des Verlags namens Della treffen, doch am Treffpunkt erscheint Zain, der unter dem Pseudonym Della veröffentlicht hatte. Er hilft ihr, Struktur in ihre Geschichte zu bringen. An der Bar sieht Arabella den Mann aus ihrer Erinnerung und erinnert sich wieder, wie die Vergewaltigung abgelaufen ist. |                                                  |                                        |                                               |                                           |
| 12 | Ego Death                                        | Ego Death                              | 13. Juli 2020 (BBC One) 24. August 2020 (HBO) | 19. Okt. 2020                             |
| Diese Episode zeigt drei mögliche Szenarien, wie Arabella auf ihren Vergewaltiger reagiert. Erstens entwickelt sie mit Terry und Theo einen Plan, es ihm heimzuzahlen. Er manipuliert erneut Arabellas Drink(, von dem sie aber nicht trinkt,) und nimmt sie auf die Toilette, wo Arabella ihn konfrontiert und Theo ihm sein Betäubungsmittel selbst spritzt. Er läuft weg und wird in einer Gasse ohnmächtig, wo Arabella ihn blutig schlägt. Sie nimmt den bewusstlosen Körper mit zu sich und legt ihn unter ihr Bett. Im zweiten Szenario führen sie einen Plan von Terry aus. Arabella lässt sich von ihm unter Vortäuschung von Benommenheit auf die Toilette mitnehmen. Als sie ihn konfrontiert, hat er einen Nervenzusammenbruch, sodass sie ihn mit nach Hause nimmt, weswegen die von Terry angerufene Polizei sie nicht mehr in der Bar finden. Die Polizei kreuzt aber auch bei Arabella zuhause auf und nimmt ihn in Gewahrsam. Im dritten Szenario flirtet Arabella mit ihm und bei ihr zuhause haben sie Sex. Später hat Arabella ihr Buch Jan 22nd (nach dem Datum der Vergewaltigung) eigenständig herausgebracht. |                                                  |                                        |                                               |                                           |

## Besetzung und Synchronisation
| Rolle            | Beschreibung                           | Darsteller                               | Synchronsprecher                  |
| ---------------- | -------------------------------------- | ---------------------------------------- | --------------------------------- |
| Arabella Essiedu | Autorin                                | Michaela Coel, Danielle Vitalis (jung)   | Dela Dabulamanzi, Derya Flechtner |
| Terry Pratchard  | Schauspielerin, Arabellas Freundin     | Weruche Opia, Lauren-Joy Williams (jung) | Marieke Oeffinger, Zalina Sanchez |
| Kwame Acheamong  | schwuler Tänzer, Arabellas Freund      | Paapa Essiedu                            | Tim Schwarzmaier                  |
| Biagio           | Drogendealer, Arabellas Urlaubsromanze | Marouane Zotti                           | David Brizzi                      |
| Ben              | Arabellas Mitbewohner                  | Stephen Wight                            | Tobias Nath                       |
| Simon            | Arabellas Freund                       | Aml Ameen                                | Karim El Kammouchi                |
| Kat              | Simons Verlobte                        | Lara Rossi                               | Rubina Nath                       |
| Alissa           | Simons Affäre                          | Ann Akin                                 | Magdalena Turba                   |
| David            | Arabellas Vergewaltiger                | Lewis Reeves                             | Konrad Bösherz                    |
| Funmi            | Polizistin                             | Sarah Niles                              | Melanie Pukaß                     |
| Beth             | Polizistin                             | Mariah Gale                              | Julia Biedermann                  |
| Julian           | Arabellas Verleger                     | Adam James                               | Tobias Kluckert                   |
| Damon            | Kwames Bekannter                       | Fehinti Balogun                          | Matti Klemm                       |
| Zain             | Autorenkollege                         | Karan Gill                               | Roman Wolko                       |
| Susy Henny       | Verlagschefin                          | Franc Ashman                             | Katrin Zimmermann                 |
| Theodora         | Selbsthilfegruppenleiterin             | Harriet Webb, Gaby French (jung)         | Cornelia Waibel, Lea Kalbhenn     |

## Hintergrund

### Entstehung
Im August 2018 hielt Michaela Coel, die Schöpferin der Serie Chewing Gum, die MacTaggart Lecture genannte Keynote-Rede beim Edinburgh International Television Festival und enthüllte, dass sie in einer Nacht, in der sie an dem Drehbuch für die zweite Staffel von Chewing Gum geschrieben hatte, sexuell missbraucht worden war. Am selben Tag gab BBC die Bestellung einer neuen Serie von Coel mit dem Arbeitstitel Jan 22nd bekannt, in der sie das Thema sexueller Einwilligung in der heutigen Zeit erforsche. Im Oktober 2019 wurde bekannt, dass die Serie von HBO ko-produziert wird.
Coel hatte im Frühjahr 2017 das Angebot von Netflix über 1 Million Dollar, ihre eigene Serie zu kreieren und anzuführen, während alle Besitzrechte bei dem Streamingdienst liegen sollten, abgelehnt und nach Gründung ihrer eigenen Produktionsfirma FALKNA Productions in BBC und HBO neue Partner für das Projekt gefunden. Außerdem tat sie sich mit Phil Clarke von Various Artists Limited, der Head of Comedy bei Channel 4 war, als sie Chewing Gum entwickelt hatte, zusammen. Sie schrieb an allen zwölf Episoden gleichzeitig, was etwa anderthalb Jahre dauerte. Coel nennt die Serie, in der ihre Figur nach Betäubung durch K.-o.-Tropfen sexuell missbraucht wird, aufgrund ihrer eigenen Erfahrung „definitiv nicht vollständig fiktional“. Beim Dreh arbeitete Coel mit der Intimitätskoordinatorin Ita O’Brien und testete alle Sexszenen, auch diejenigen, an denen ihre Rolle nicht beteiligt ist, selbst aus, um eine sichere Umgebung für die Schauspieler zu schaffen. Die Serie enthält keinen originalen Score, sondern nur kommerzielle Lieder, welche von Musik-Supervisor Ciara Elwis mit Coel ausgesucht wurden.

### Veröffentlichung
Am 24. April 2020 wurde mit einem ersten Trailer bekannt gegeben, dass die Serie I May Destroy You heißen wird. Sie hatte Premiere am 7. Juni 2020 auf HBO und am 8. Juni im Vereinigten Königreich auf BBC One. Coel hatte aus Ablehnung gegen Binge Watching entschieden, dass sie nicht an einem Stück auf dem BBC iPlayer veröffentlicht werden sollte.
Ein zweiter Trailer erschien am 26. Mai. Am 4. Juni startete HBO eine digitale Kampagne mit dem Namen Gathering the Pieces auf Instagram mit Live-Interviews zu Aspekten der Serie. Jackie Gagne, Vizepräsidentin der Abteilung Multikulturelles Marketing bei HBO, erklärte: „Wir wollten, während die Serie sich entwickelt, unserer Community einen Raum und die Werkzeuge geben, um auseinanderzunehmen was sie im Verlauf der Serie sehen, für den Fall, dass sie auf eine persönliche Weise nachklingt.“
In Deutschland ist die Serie seit dem 19. Oktober auf Sky Go und Sky Ticket abrufbar und wurde am 24. Oktober auf Sky Atlantic ausgestrahlt.

## Rezeption
Flora Carr für die RadioTimes vergibt nach Sichtung der ersten vier Episoden vier von fünf Sternen und nennt die Serie einen bissigen und mutigen Blick auf das Konzept Einwilligung. Sie prognostiziert, dass viele Szenarien für die Zuschauer vertraut und persönlich sein werden und dass Kritiker Coel für ihren Mut und ihre Offenheit, ihre sehr persönliche Geschichte anzugehen, loben werden.
Judy Berman für die Time schreibt, die Serie dreht sich letztlich nicht um Arabellas Suche nach der Wahrheit, was mit ihr passiert, sondern sie verstehe, wie wir unser gesamtes selbstkonstruiertes Narrativ über uns mit uns tragen, in das wir unsere Vorurteile, Entscheidungsregeln und Missverständnisse hineinlegen, bis wir gezwungen sind, sie zu konfrontieren.
Andrew Crump für The Playlist vergibt die Note A-. Er sagt, Coel kleide die angeborene Dunkelheit ihres Themas in trockenem britischen Humor und wo möglich in Farbe. Sie selbst sei flexibel und biegbar, eine packende Bildschirmpräsenz und ebenso scharfe Geschichtenerzählerin: „Die Schönheit ihrer Arbeit wird dich fesseln, ihr Porträt der Verwüstung, angerichtet durch die Nachwirkungen des sexuellen Missbrauchs, könnte dich zerstören.“
Für Allison Keene von Paste, die 8,5 von 10 Punkten vergibt, gibt es nur wenige Serien, die so schwierig und wichtig sind wie diese. Sie sei eine zum Nachdenken anregende Arbeit, die uns dazu bringen sollte, unsere eigene Beziehung zu Traumata, von uns selbst oder anderen erlebt, zu überdenken, wie auch das neue kulturelle Erwachen zu den vielen verschiedenen Arten sexuellen Missbrauchs.
Mike Hale von der New York Times findet die Serie berührend und auf ruhige Weise urkomisch. „Coel kommt mit Dingen davon, die für andere Autor-Regisseuren zu riskant wären, und sie tut es beständig. Szenen, die normalerweise heftig wären, haben sonderbare, fast unterirdische humoristische Kanten, ohne in eine offensichtliche Satire abzutönen.“ Es sei unmöglich, sich von Coel abzuwenden.
Lucy Mangan vom Guardian vergibt fünf Sterne und findet, die Serie könnte die beste Dramaserie des Jahres sein. Sie funktioniere auf jeder Ebene und gelinge nach jedem Maßstab, den man ansetze. Sie sei eine außergewöhnliche, atemberaubende Leistung ohne einen falschen Ton. Yomi Adegoke vom Guardian hebt besonders die Uneindeutigkeit hervor, indem Coel im Verlauf der Serie fest in Grauzonen verbleibe und viele Handlungsausgänge nicht nur überraschend, sondern auch zutiefst unangenehm seien. „Viele wollten, dass die Serie ein eindeutiges Statement über die Verarbeitung von sexuellem Missbrauch abgibt. Stattdessen stellt Coel Fragen, die viele von uns lieber nicht gefragt bekommen hätten, nicht unbedingt mit dem Ziel, Antworten zu liefern. […] In einer Zeit, in der wir zu oft ermuntert werden in Absoluten zu denken, macht das ihre Arbeit einzigartig. Indem sie verweigert, sich ordentlich zusammenzuschnüren, zwingt die Serie die Zuschauer sich mit Ideen zusammenzusetzen, die schwierig und bei Zeiten seelen-zerstörend sind.“
Die Musikerin Fatima Al Qadiri bezeichnet die Serie wegen ihrer Fähigkeit, die Themen sexuelle Gewalt, Konsens, das berufliche Leben und den Druck, der auf einer Künstlerin lastet, zusammenzubringen, auf Twitter als Offenbarung und „tiefgründigste jemals produzierte Serie“.
In einer durch Metacritic zusammengestellten Sammlung von Jahresendlisten der 10 besten Serien 2020 aller größeren Fernsehkritiker und -zeitschriften erreicht I May Destroy You den ersten Platz als beste Serie des Jahres durch 33 Spitzenplatzierungen.
Nach der Bekanntgabe der Nominierungen für die Golden Globe Awards 2021 im Februar wurde, dass weder I May Destroy You noch Michaela Coel eine Nominierung erhalten haben, stark kritisiert als auffälliges Versäumnis, Überraschung und Fehler. Deborah Copaken, eine Autorin für die Serie Emily in Paris, die eine Nominierung erhielt, schrieb in einem offenen Brief im Guardian von ihrem Zorn darüber, dass I May Destroy You, welche verdient habe, alle Preise zu gewinnen, übergangen wurde: „wie jemand I May Destroy You schauen kann und es nicht ein brilliantes Kunstwerk oder Michaela Coel ein Genie nennen kann, übersteigt meine Fähigkeiten zu verstehen, wie diese Entscheidungen getroffen werden.“

## Auszeichnungen
Bei der Verleihung der British Academy Television Awards dankte Coel der Intimitätskoordinatorin Ita O’Brien und sagte: „Sie sorgen für physische, emotionale und professionelle Grenzen, damit wir Werke über Ausbeutung, mangelnden Respekt und Machtmissbrauch schaffen können, ohne in dem Prozess ausgebeutet oder missbraucht zu werden.“ Ihre Anleitungen seien essenziell für die Serie gewesen. Mit Coels Auszeichnung bei der Primetime-Emmy-Verleihung 2021 für das Beste Drehbuch einer Miniserie hat das erste Mal in dieser Kategorie eine schwarze Frau gewonnen; sie widmete die Geschichte allen Überlebenden sexuellen Missbrauchs.
- AACTA International Awards 2021: Beste Dramaserie – Nominierung
- British Academy Television Craft Awards 2021:
  - Beste Regie (Fiktion), für Michaela Coel und Sam Miller – Auszeichnung
  - Bester Schnitt (Fiktion) – Auszeichnung
  - Bestes Make-up und Hair-Design, für Bethany Swan – Nominierung
  - Bestes Drehbuch (Drama), für Michaela Coel – Auszeichnung
- British Academy Television Awards 2021:
  - Beste Miniserie – Auszeichnung
  - Bester Schauspieler, für Paapa Essiedu – Nominierung
  - Beste Schauspielerin, für Michaela Coel – Auszeichnung
  - Beste Nebendarstellerin, für Weruche Opia – Nominierung
- Broadcasting Press Guild Awards 2021:[28]
  - Beste Dramaserie – Auszeichnung
  - Beste Schauspielerin, für Michaela Coel – Auszeichnung
  - Bester Autor, für Michaela Coel – Auszeichnung
- Critics’ Choice Television Awards 2021
  - Beste Miniserie – Nominierung
  - Beste Hauptdarstellerin in einer Miniserie, für Michaela Coel – Nominierung
- Edinburgh TV Awards:[29] Beste Dramaserie – Nominierung
- GLAAD Media Awards 2021: Beste abgeschlossene Serie – Auszeichnung
- Independent Spirit Awards 2021:
  - Beste neue Serie nach Drehbuch – Auszeichnung
  - Bester Ensemble-Cast, für Michaela Coel, Weruche Opia, Paapa Essiedu, Stephen Wight – Auszeichnung
- MTV Movie & TV Awards 2021: Beste Darstellung in einer Serie, für Michaela Coel – Nominierung
- NAACP Image Awards 2021:
  - Beste Schauspielerin eines Fernsehfilms oder Miniserie, für Michaela Coel – Nominierung
  - Beste Regie in einer Comedy-Serie, für Sam Miller und Michaela Coel – Nominierung
  - Beste Autorin in einer Comedy-Serie, für Michaela Coel – Auszeichnung
- Peabody Award 2021: Ehrenträger im Bereich Unterhaltung[30]
- Primetime-Emmy-Verleihung 2021:
  - Herausragende Miniserie – Nominierung
  - Herausragende Hauptdarstellerin für eine Miniserie, an Michaela Coel – Nominierung
  - Herausragender Nebendarsteller für eine Miniserie, an Paapa Essiedu – Nominierung
  - Herausragende Regie für eine Miniserie, an Sam Miller oder Sam Miller und Michaela Coel – Nominierung
  - Herausragendes Drehbuch für eine Miniserie, an Michaela Coel – Auszeichnung
  - Herausragendes Casting für eine Miniserie, an Julie Harkin – Nominierung
  - Herausragende Musik-Supervision, an Ciara Elwis und Matt Biffa – Auszeichnung
  - Herausragende zeitgenössische Kostüme, Lynsey Moore, Rosie Lack und Debbie Roberts – Nominierung
- Producers Guild of America Awards 2021: Beste Produzenten einer abgeschlossenen Serie – Nominierung
- RTS Programme Awards 2021:[31]
  - Beste Schauspielerin, für Michaela Coel – Auszeichnung
  - Beste Miniserie – Auszeichnung
  - Bester Autor, Drama, für Michaela Coel – Auszeichnung
- Screen Actors Guild Awards 2021: Beste Darstellerin in einer Miniserie, für Michaela Coel – Nominierung
- Television Critics Association Awards 2021:
  - Serie des Jahres – Nominierung
  - Herausragende Leistung in Film, Miniserie oder Special – Nominierung
  - Herausragende neue Serie – Nominierung
  - Individuelle Leistung in Drama, für Michaela Coel – Auszeichnung